# نساء في مجال التمريض

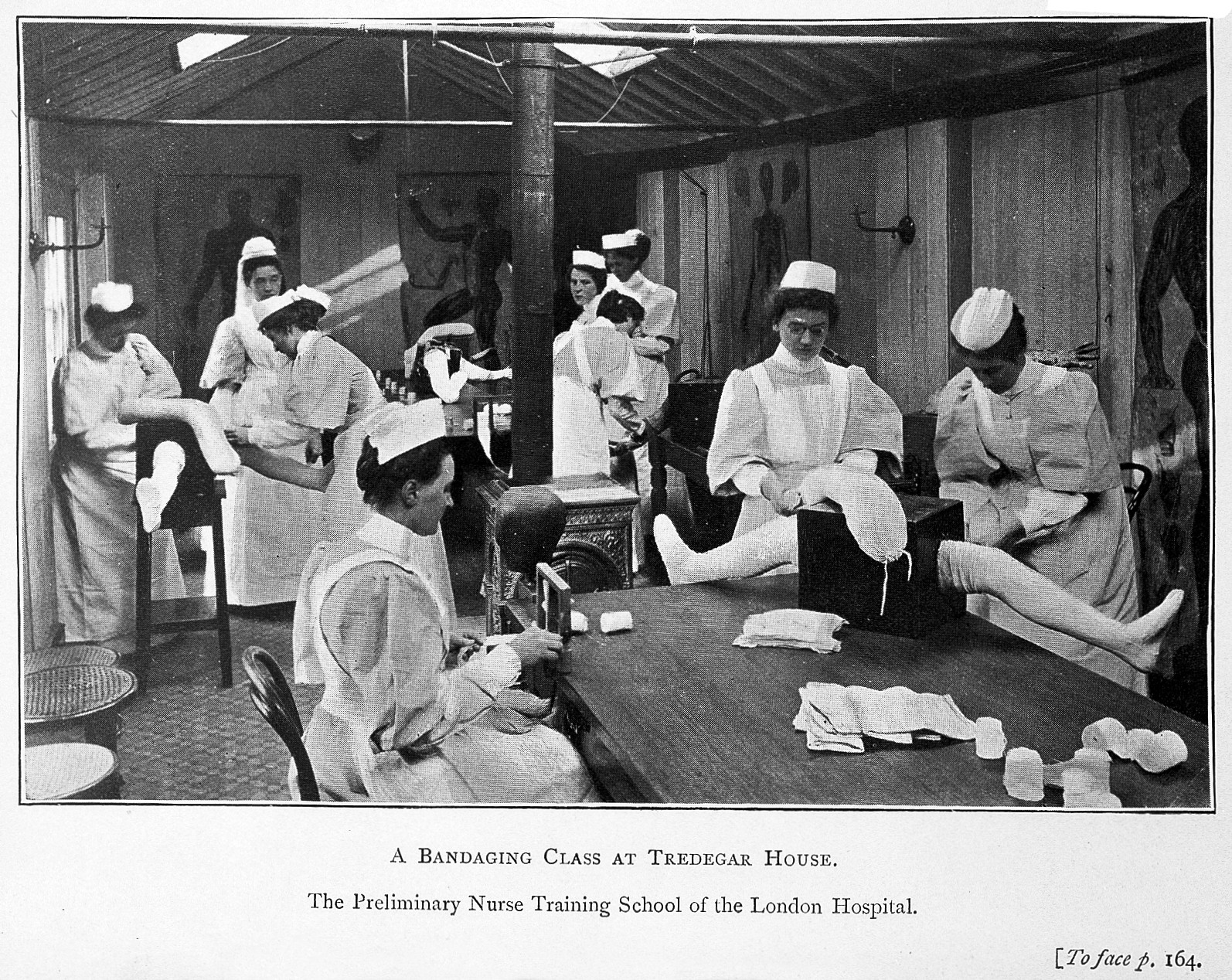

تاريخيا، شكلت النساء في مجال التمريض أغلبية كبيرة، وأيضا في الانضباط الأكاديمي، فأدوار الممرضات تشمل: العناية بالمرضى والتحقق من نظافة الأجنحة والمعدات. في الوقت الحاضر، تشكل الإناث الأكثرية في مجال التمريض، ففي عام 2005 أظهرت إحصائيات أن " النساء تشكل 92.3 من الممرضات المسجلات بالإضافة أنه من المتوقع أن يشكلن ثاني أكبر عدد في الوظائف الحديثة من بين جميع المهن التي بين عامي 2004 إلى 2014 وذلك سيكون بنسبة 29.4%.

## المهام اليومية عبر التاريخ
في الماضي كان يطلب من الممرضات العمل لأوقات طويلة والعناية بالعديد من المرضى مقابل مبلغ ضئيل من المال، بالإضافة أن الجامعة النموذجية لتعليم الممرضات للتجارة لم تكن موجودة آنذاك. عوضا عن ذلك تعلمن الممرضات التجارة وهن يعملن في مجال التمريض وكان هناك اختلاف آخر ألا وهو: أن طالبات التمريض كانوا يُدعَون بمتمرنات وبصفتهن ذلك فإنه يطلَب منهن إتباع قواعد المعهد الصارمة ولوائحه المنصوصة، إضافة بأن المتمرنات مطلوب منهن إتباع جميع أوامر الطبيب بدون أي استفسارات أو أسئلة وتنفيذ العديد من الواجبات المنزلية. بعد تعلمهن لتلبية هذه الأوامر يتم إرسالهن لغرفة العمليات لمدة ستة أسابيع متتالية وخلال هذه الفترة يتعلمن المتدربات كيفية ترتيب الضمادات المعقمة والحفاظ على نظافة غرفة العمليات وتزويد الأطباء الجراحين بالمياه المعقمة خلال الجراحة. عند اكتمال فترة تدريبهن يصبحن ممرضات. وبعض من أدوارهن تشمل: تطوير وتعليم المريض فيما يتعلق بالتغذية وأمراض الأطفال المتعلقة بذلك أيضا عند الحاجة، فبشكل عام الممرضات هنَ المسؤولات عن تحميم المرضى وإدراج القسطرة الأنبوبية وتوزيع الأدوية بالإضافة لإدارة الحقن الشرجية والمحافظة على نظافة الأجنحة والتحقق من توثيق كل شيء بشكل صحيح. لم يكن هناك ممرضات مساعدات للمعاونة في العناية اليومية للمرضى، فبالتالي كل هذه المهام واقعة على كاهل الممرضة. إضافة على هذه القائمة المليئة بالواجبات والمهام فالممرضة مسؤولة أيضا عن تهيئة أي طب شمولي قد يُحتاج في ذلك الوقت وذلك للتعامل مع التحالفات المختلفة التي تكون مقدمة مع المرضى في الوقت الحالي. بالكاد يُستخدم الطب الشمولي فأي أدوية مطلوبة هي بشكل عام مجهزة من قبل الصيدلية وكذلك تجهيزات الحقن الوريدية والأنسولين تقوم بتجهيزها الممرضة (بعد تلقي الأمر من الطبيب). فيم يلي المزيد من واجبات الممرضات في هذه الفترات الزمنية.

## عام 1880 ميلادي
كانت كل ممرضة مسؤولة عن خمسون مريض والعناية بهم ومسؤولة أيضا عن تدوين الملاحظات والحفاظ على نظافة الأروقة. بعض من مهامهن اليومية مدونة أدناه: 
•	كنس أرضية الجناح ومسحها بشكل يومي ونفض الغبار عن أثاث المريض وعن حواف النوافذ أيضا. 
•	الحفاظ على درجة حرارة معتدلة باستخدام كوَة فحم في يوم العمل.
•	الإضاءة مهمة لمتابعة حالة المريض ولذلك فإن الممرضات يقمن بملء المصابيح بمادة الكيروسين بشكل يومي وينظفن المداخن ويشذبن فتيل الشمع كما يغسلن النوافذ مرة كل أسبوع.
•	ملاحظات الممرضات مهمة في مساعدة الأطباء في أداء عملهم.
•	في أيام العمل، تحضر كل ممرضة يوميا في تمام الساعة السابعة صباحا وتغادر في الثامنة مساءا، باستثناء يوم السبت فيكون هناك وقت راحة من فترة الظهر وحتى الساعة الثانية مساءا.
•	الممرضات الخريجات اللاتي في وضع جيد مع مديرهن سوف يعطَين استراحة في المساء في كل أسبوع في حال ذهابهن للكنيسة (ذهبن)بانتظام.
•	يجب على كل ممرضة الاحتفاظ بمبلغ جيد من مجموع أرباحها في يوم صرف الرواتب وذلك لفائدتها خلال سنواتها المنخفضة بحيث لن تصبح عبء على الآخرين ومثال على ذلك، لو كسبت الممرضة 30 دولار في الشهر فيتوجب عليها ادخار 15 دولار. 
•	أي ممرضة تدخن أو تتعاطى الخمور بأي نوع من أنواعها أو تصفف شعرها في صالون تجميل أو تتردد على قاعات الرقص يجب أن تمنح المدير سبب مقنع لتزيل الشبهة عن قيمتها ونواياها ونزاهتها.
•	الممرضة التي تؤدي عملها وتخدم مرضاها وأطباءها بوفاء وإخلاص وبدون أي خطأ لمدة خمس سنوات ستعطى علاوة من إدارة المشفى بمعدل خمسة سنتات في اليوم بشرط أن لا تكون هناك أي ديون لم تُدفع للمستشفى.

## خلال الحرب
شهدت أوقات الحرب حاجة ماسّة للممرضات ولشغر هذه الحاجة قامت الممرضات بالانتقال لساحة المعركة تاركين خلفهن حياتهن ومنازلهن. في ساحة المعركة كان الواجب الأساسي لهن هو العناية بالمرضى والجرحى.

## بعد الحرب
ساعدت انتهاء الحرب في اكتساب الممرضات مستوى جديد من الاحترام بسبب تعلمهن علم التخدير وعلم التمريض النفسي بالإضافة أنه في ذلك الوقت تم إنتاج البنسيلين وهذا ساعد بدوره في علاج العديد من العدوى وإنقاذ حياة الكثير.

## عام 1950 ميلادي
خلال هذا الجيل، مازالت الحقن تُعد بواسطة مدقه وهاون كما أن صهاريج الأوكسجين كانت مربوطة بالأسرة والمعدات ضئيلة جدا وتستخدم مرة واحدة فقط. أيضا الممرضات مسؤولات عن تحديد الإبر وتعقيم وحدات القسطرة الأنبوبية.

## عام 1960 ميلادي
في هذه العهد حدث تطوير لوحدات العناية المركزة حيث استلزم على الممرضات قراءة نبضات القلب وفحص ضغط دم المرضى وإضافة على ذلك التخصص في حقل ما في التمريض والحصول على شهادة متقدمة (كشهادة ممرضة متمرسة) والتي أصبحت متوفرة ويمكن الحصول عليها.
هناك أمر آخر ألا وهو: أيّا كان تخصص الممرضة فإنه يتوجب عليها النهوض في حال دخول الطبيب للحجرة وأخيرا وليس أخرا ما زلن الممرضات يرتدين الزيّ الأبيض التقليدي والقبعة.

## عام 1970 ميلادي
شهدت هذه الحقبة عدة تغيرات منها: يعملن الممرضات الجديدات بشكل عام في مناوبة المقبرة كما أن عليهن الوصول للصفوف. عادة لا يوجد شيء مهيأ مما يستدعي الممرضات للمزج بين الحساب ووضع كلا من المضادات الحيوية وأدوية الحقن الوريدية. إضافة على ذلك، ما زلن الممرضات يستخدمن التخطيط البياني كما أن الأدوية تحفظ في خزانة مغلقة، وكان التغير الأساسي الأخير في هذه الفترة هو أن الممرضات مازلن يُطالَبن بالوقوف في حضور الأطباء للحجرة وما زال الزي الأبيض الرسمي والقبعة معتمد في التدريب وفي بعض المرافق ولكن مع بعض التعديلات عليه.

## من عام 1980 وحتى عام 1990
داخل هذا الإطار الزمني، شهدن الممرضات تطورات تكنولوجية وعرضها في مجال التمريض. حسّنت التكنولوجيا المتطورة من الكفاءة ولكنها أيضا تتطلب التدريب لمعرفة كيفية استخدامها في التدريب.

## عام 2000 ميلادي
مازلن الممرضات في هذه الحقبة مسؤولات عن الرعاية الخاصة للمرضى مثل: 
(التحميم والإطعام وقضاء الحاجة ومساعدتهم في الحركة ووضع المريض في سريره بالإضافة لإتباع أوامر الطبيب وأخذ المؤشرات الحيوية والحصول على الوزن يوميا وتدوين كلا من المدخلات والمخرجات والحصول على عينات المختبر المختلفة وإدارة الأدوية الطبية والتخطيط البياني. يبدو ذلك العديد من المهمات لتقوم بها الممرضة في دورية واحدة ولكنها ليست بمفردها مما يعني أن بإمكانها تفويض بعض هذه المهمات لمساعدة الممرضة ويمكنها فقط تفويض بعضا منها مثل: أخذ المؤشرات الحيوية وتدوين المدخلات والمخرجات وقياس الوزن بشكل يومي والعناية الخاصة بالمرضى، ولكن هناك شيء مهم على الممرضات التفكير به حال تفويضهن هذه المهمات ألا وهو: أن الممرضات هن المسؤولات في النهاية عن النتائج ولتفادي أي مشكلات يجب على الممرضة أولا أن تحدد ما إذا كان التفويض ملائم لمستوى الشخص ومقدرته وأيضا إذا يسمح المرفق للممرضة بأن تفوض هذه المهمة الخاصة.
تغيّر أزياء الممرضات الرسمي عبر الوقت 

## القرن التاسع عشر
كان الزي الرسمي خلال هذه الفترة مشابه جدا لأزياء الخدم وهو يتألف من ثوب أسود بالكامل أو يحتوي على طوابع مع غطاء أبيض يكون متصل أو منفصل ومئزر أبيض اللون. حوالي عام ألف وثمانمائة وأربعون حظي مجال التمريض بالمزيد من الاحترام وتم تدريب الممرضات بشكل مكثف، ويقال أن الأزياء التي تم ارتدائها في هذا الوقت بدأت بالتغير من زي خادمة إلى زي أكثر رُقي «ثوب أنيق مع مئزر أبيض وقبعة لتدل على أنهن ممرضات». خلال هذه الفترة كان هناك ممرضة شديدة التأثير على الأخريات وقد بدأت مهنتها في هذا المجال وكانت هذه الممرضة تُدعى فلورينس نايتنقل، جلبت العديد من التغيرات لهذا المجال على سبيل المثال، لقد جعلت منه أكثر احتراما من خلال تطوير التعليم والأزياء الرسمية. 
ساعدت هذه التطورات في تحديد رتبة الممرضات اللاتي تحت التدريب وقد كان ذلك إنجاز بسبب ارتداء الممرضات قبعات مع شريط بألوان مختلفة اعتمادا على رتبتهن فمثلا: «الممرضات المستجدات قد يرتدين شريطا زهري اللون أو أزرق أو بالألوان الفاتحة بينما ممرضات السنة الأخيرة وأساتذتهن يرتدين شريط أسود اللون ليدل ذلك على أنهن طالبات من السنة الأخيرة»

## القرن العشرين
جلبت هذه الحقبة بداية التغيير في الأزياء الطبية الرسمية من خلال إضافة مرايل بيضاء اللون، تحتوي على جيوب بالإضافة لارتداء قبعات كبيرة تشبه قبعة الراهبات وخمار طويل. بقيت أنواع الزي هذه حتى حلول الحرب العالمية الأولى وذلك عندما قُرّر أن الأزياء تحتاج لتحديد يجعلها عملية أكثر ولتحسن من كفاءة الممرضات فعلى سبيل المثال، أصبحت أكمام الزيّ قابلة للرفع وأزيلت المرايل الكبيرة والواسعة وأصبحت القمصان أقصر. كل هذه التغيرات ساعدت في راحة الممرضات وسمحت لهن بتأدية عملهن بشكل أفضل وغالبا ما كان هناك وشاح يغطي الكتفين يتسّم باللون الكحلي أو الأزرق الغامق من الخارج بينما يكون أحمر من الداخل.
خلال عام 1950 ميلادي، استبدَلت القبعات الورقية والبسيطة تلك القبعات الكبيرة المنفصلة والتي تشبه التاج وتم ارتدائها خلال الحرب العالمية الأولى. كانت القبعات الورقية البسيطة مريحة أكثر وكانت سياسة ارتدائها تّشير لإلغاء السنة الأخيرة وذلك منذ تأثر أخلاقيات الممرضات بالتمييز في المعاملة، تطورت كذلك الثياب وذلك لأنه لا أحد لديه الوقت لغسل ثياب محاكة بإتقان بعد الآن فأصبح شكلها مناسب وأسهل في الغسل والكي والارتداء أيضا.
في عام 1970 مع تواجد الذكور في هذا المجال وارتدائهم للزي الطبي (السكراب) تغيرت أزياء النساء مجددا فأصبحت ملائمة للجنسين والزي أصبح أيضا أقل رسمية ويخلو من القبعات بالإضافة أن الزي أصبح يشبه الثياب العادية، وفي عام 1980 تخلصوا من القبعة والمئزر واستبدلوها بمئزر يستخدم مرة واحدة فقط.

## في الوقت الحالي
في الوقت الحالي مازلن الممرضات يرتدين الزي الطبي الرسمي بألوان متعددة وأنماط مختلفة وهذا الزي عادة ما يتألف من سروال طويل بحبال وقميص بفتحة مثلثة حول الرقبة. الزي الرسمي كاللون والنمط مسموح بجميع اختلافاته بحسب سياسته فمثلا: في بعض المرافق يُطلب من جميع الموظفين ارتداء أزياء طبية بألوان مختلفة وذلك ليسهل تحديد مسماهم الوظيفي اعتمادا على لون الزيّ. مثالا على ذلك، «يرتدين الممرضات لونا واحدا ولكن هذا اللون قد يرمز لمسمى وظيفي آخر في مجال مختلف... الخ» إضافة على ذلك «بعض المستشفيات قد تعود لطلب ارتداء الزي الأبيض من الممرضات على الرغم من أنهن حتى لم يعدن لارتداء التنانير والقبعات والجوارب».

## ممرضات اشتُهرن فيالثقافة الشعبية
•	كرستينا كابل
•	كارلا إسبينوسا
•	أودري مارش هاردي
•	هوت ليبز هوليهان
•	سامانثا تاجرت

## نساء بارزات في التمريض
- فلورنس نايتينجيل
- ماري تود لينكون
- كلارا بارتون
- ماري إيليزا ماهوني
- ماري سيكول
- ماري كارسون بريكينريدغ
- فلورنسا بليك
- إديث كافيل
- هيلين فيرتشايلد
- غريس نيل
- مارغريت سانغر
- سوفي مانرهايم
- هازل جونسون براون
- فيرجينيا هندرسون
- مارثا بالارد
- دوروثيا ديكس